# Chorisoneura gemmicula
Chorisoneura gemmicula är en kackerlacksart som beskrevs av Morgan Hebard 1920. Chorisoneura gemmicula ingår i släktet Chorisoneura och familjen småkackerlackor.
Artens utbredningsområde är Panama. Inga underarter finns listade i Catalogue of Life.